# Mont Nabemba
Mont Nabemba (1020 m n. m.) je hora v pohoří Mayumbe ve střední Africe. Leží v Republice Kongo na území departementu Sangha v distriktu Souanké. Jedná se o nejvyšší horu Republiky Kongo. V okolí hory se nacházejí ložiska železné rudy. Společnost Sundance Resources zde provádí průzkumné vrty a plánuje těžbu.